# 289608 Wanli
289608 Wanli este un asteroid din centura principală de asteroizi.

## Descriere
289608 Wanli este un asteroid din centura principală de asteroizi. A fost descoperit pe 4 aprilie 2005 la San Marcello Pistoiese de Luciano Tesi și Giancarlo Fagioli. Asteroidul prezintă o orbită caracterizată de o semiaxă mare de 2,37 ua, o excentricitate de 0,10 și o înclinație de 4,5° în raport cu ecliptica.